# Малолучинск
Малолучинск — деревня в Аларском районе Усть-Ордынского Бурятского округа Иркутской области. Входит в муниципальное образование «Куйта».

## География и природа
Деревня расположена в примерно 20 км (по прямой) к северо-востоку от районного центра.
Рядом расположен лес, где произрастают ягоды, грибы, в частности маслята, подберезовики, грузди, опята и т.д., обитают глухари, косули, зайцы, являющиеся у местных жителей объектом охоты. Также недалеко от деревни находится озеро, в котором обитают караси. В начале XX века озеро было в 2 раза меньше, на его берегах располагались родники. В 1990-х в окрестностях деревни началась вырубка леса. Лес играл важную роль в жизни жителей деревни, кроме того, лесовозы разрушали покрытие дороги, ведущей в деревню. Усилиями местных жителей вырубка леса была прекращена. На сегодняшний день в летний период для Малолучинска актуальна проблема лесных пожаров.

## Внутреннее деление
Состоит из 1 улицы (Лесная).

## Происхождение названия
Название населённого пункта происходит от фамилии Лучинский.

## История
По данным местных жителей, населённый пункт основан в 1906 году.

## Инфраструктура
В деревне функционирует начальная школа. Основным занятием местных жителей является ведение подсобного хозяйства.

## Население
| 2002 | 2010 | 2011 | 2012 |
| ---- | ---- | ---- | ---- |
| 135  | ↘131 | →131 | ↘123 |